# Мисията невъзможна 2
„Мисията невъзможна 2“ (на английски: Mission: Impossible 2) е американски шпионски екшън от 2000 г. на режисьора Джон Ву с участието на Том Круз. Това е вторият филм от едноименната филмова поредица.

## Български дублажи
| Преводач            | Мая Илиева                                                   |
| Озвучаващи артисти  | Татяна Захова Христо Чешмеджиев Даниел Цочев Пламен Манасиев |
| Режисьор на дублажа | Яна Янева                                                    |
| Тонрежисьор         | Михаил Михайлов                                              |

| Озвучаващи артисти  | Христина Ибришимова Симеон Владов Иван Танев Петър Върбанов Виктор Танев |
| Преводач            | Пламен Узунов                                                            |
| Тонрежисьор         | Емил Енев                                                                |
| Режисьор на дублажа | Михаела Минева                                                           |